# Ceratinopsidis
Ceratinopsidis formosa es una especie de araña araneomorfa de la familia Linyphiidae. Es el único miembro del género monotípico Ceratinopsidis.

## Distribución
Es un endemismo de Estados Unidos. 